# Lupburg

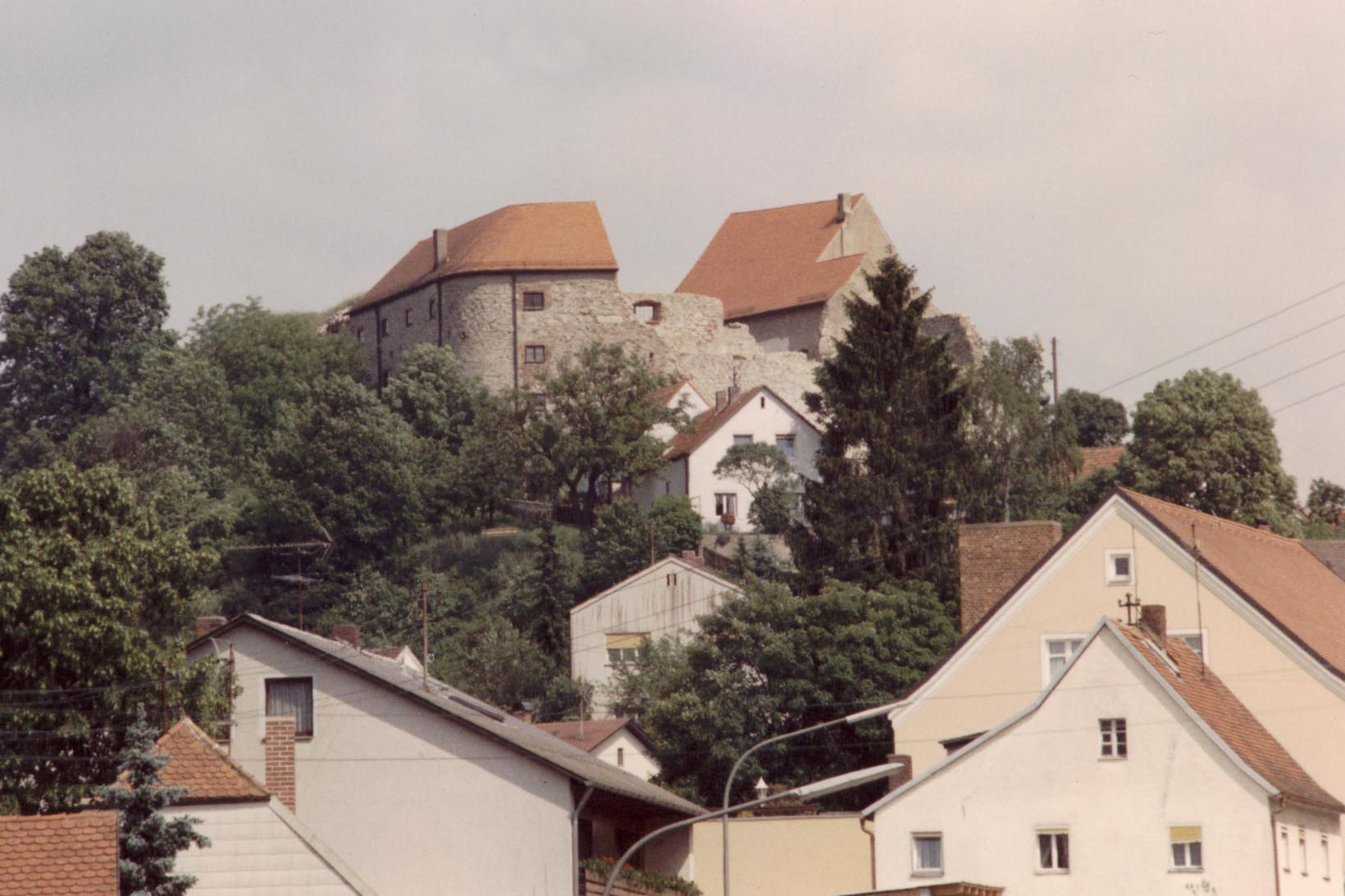
Lupburg

Lupburg este o comună-târg din districtul Neumarkt in der Oberpfalz, regiunea administrativă Palatinatul Superior, landul Bavaria, Germania.